# Лешница (река)
Вижте пояснителната страница за други значения на Лешница.
Лешница е река в област Стара Загора, ляв приток на Тунджа. Във водосбора ѝ се намира едноименният резерват. 
Край Къркелановия мост в Лешница се влива река Узун дере.  Покрай реката върви пътека от село Ясеново към връх Ломето. 